# Codi Civil de Catalunya
El Codi Civil de Catalunya, que recull la majoria del dret civil català, està format per sis llibres, i cada llibre format per títols, capítols i seccions. Les disposicions del dret civil de Catalunya s'apliquen amb preferència a qualsevol altres. A Catalunya, el Codi civil espanyol només regeix en la mesura que no s'oposa a les disposicions del dret civil de Catalunya o als seus principis generals.

## Història recent
La conservació, modificació i desenvolupament del dret civil de Catalunya ha passat, per diverses fases. En una primera fase s'adoptà la Compilació de 1960, integrant-la en l'ordenament jurídic català i als principis constitucionals, culminant amb la Llei 13/1984, del 20 de març. En una segona fase, iniciada en paral·lel, el Parlament de Catalunya va fer servir les lleis especials per anar donant cos a un nou ordenament jurídic. A partir del 1991, amb el Codi de successions per causa de mort en el dret civil de Catalunya, el dret català va entrar en la fase de les codificacions parcials amb la voluntat de recollir, ordenar i sistematitzar la regulació sobre les matèries contingudes en les lleis especials.

## Llibre sisè
El Govern de la Generalitat aprovà, el dia 25 de setembre de 2012, els tràmits previs a l'elaboració de l'Avantprojecte de llei del llibre sisè del Codi civil de Catalunya, relatiu a les obligacions i els contractes. Aquesta iniciativa legislativa establirà l'estructura que tindrà el llibre sisè, aprovarà la regulació del contracte de compravenda i derogarà totalment la compilació del dret civil de Catalunya. D'aquesta manera conclourà la tasca legislativa més important duta a terme mai a Catalunya en l'àmbit del dret privat. La Generalitat, que té competències exclusives en matèria de dret civil, està preparant una regulació comparable a la dels països capdavanters de la Unió Europea.

## Estructura
- LLIBRE PRIMER. Disposicions generals.
  - Títol I. Disposicions preliminars.
  - Títol II. La prescripció i caducitat.
    - Capítol I. La prescripció.
      -         - Secció primera. Disposicions generals.
        - Secció segona. Interrupció de la prescripció.
        - Secció tercera. Suspensió de la prescripció.
        - Secció quarta. Terminis de prescripció i còmput.

    - Capítol II. La Caducitat.
- LLIBRE SEGON. Persona i família.
  - Títol I. La persona física.
    - Capítol I. Personalitat civil i capacitat.
    - Capítol II. Autonomia de la persona en l'àmbit de la salut.
      -         - Secció primera. Tractaments mèdics.
        - Secció segons. Internaments.
        - Secció tercera. Decisions sobre el mateix cos.

  - Títol II. Les institucions de protecció de la persona.
    - Capítol I. Disposicions comunes.
    - Capítol II. La tutela.
      -         - Secció primera. Disposicions generals.
        - Secció segona. Delació voluntària.
        - Secció tercera. Delació judicial.
        - Secció quarta. Constitució i exercici de la tutela.
        - Secció cinquena. Contingut de la tutela.
        - Secció sisena. Extinció.
        -  Secció setena. El consell de tutela.

    - Capítol III. La curatela.
    - Capítol IV. El defensor judicial.
    - Capítol V. La guarda de fet.
    - Capítol VI. L'assistència.
    - Capítol VII. Protecció patrimonial de la persona discapacitada o dependent.
    - Capítol VIII. La protecció dels menors desemparats.

  - Títol III. La família.
    - Capítol I. Abast de la institució familiar.
      -         - Secció primera. El matrimoni: disposicions generals i efectes.
        - Secció segona. Relacions econòmiques entre els cònjuges.
          -             - Subsecció primera. Disposicions generals.
            - Subsecció segona. Adquisicions oneroses amb pacte de supervivència.

        - Secció tercera. Els capítols matrimonials.
        - Secció quarta. Les donacions per raó de matrimoni atorgades fora de capítols matrimonials.
        - Secció cinquena. Els drets viduals familiars.

    - Capítol II. Règims econòmics matrimonials.
      -         - Secció primera. El règim de separació de béns.
        - Secció segona. El règim de participació en els guanys.
          -             - Subsecció primera. Disposicions generals.
            - Subsecció segona. La liquidació del règim.
            - Subsecció tercera. Pagament del crèdit de participació.

        - Secció tercera. L'associació a compres i millores.
        - Secció quarta. L'agermanament o pacte de mig per mig.
        - Secció cinquena. El pacte de convinença o mitja guadanyeria.
        - Secció sisena. El règim de comunitat de béns.

    - Capítol III. Els efectes de la nul·litat del matrimoni, del divorci i de la separació judicial.
      -         - Secció primera. Disposicions generals.
        - Secció segona. La cura dels fills.
        - Secció tercera. Prestació compensatòria.
        - Secció quarta. Atribució o distribució de l'ús de l'habitatge familiar.

    - Capítol IV. Convivència estable en parella.
      -         - Secció primera. Disposicions generals.
        - Secció segona. Extinció de la parella estable.
        - Secció tercera. Efectes de l'extinció de la parella estable.

    - Capítol V. La filiació.
      -         - Secció primera. Disposicions generals.
        - Secció segona. La filiació per naturalesa.
          -             - Subsecció primera. Disposicions generals de la determinació de la filiació.
            - Subsecció segona. La determinació de la filiació matrimonial.
            - Subsecció tercera. La determinació de la filiació no matrimonial.
            - Subsecció quarta. Regles comunes a les accions de filiació.
            - Subsecció cinquena. La reclamació de la filiació.
            - Subsecció sisena. La impugnació de la filiació.

        - Secció tercera. La filiació adoptiva.
          -             - Subsecció primera. Condicions requerides per a l'adopció.
            - Subsecció segona. L'acolliment preadoptiu.
            - Subsecció tercera. Constitució de l'adopció.
            - Subsecció quarta. Adopció i acolliment internacional.
            - Subsecció cinquena. Efectes específics de la filiació adoptiva.
            - Subsecció sisena. Extinció.

    - Capítol VI. Potestat parental.
      -         - Secció primera. Disposicions generals.
        - Secció segona. L'exercici de la potestat parental.
        - Secció tercera. El contingut de la potestat parental.
        - Secció quarta. L'extinció de la potestat.
        - Secció cinquena. La pròrroga i la rehabilitació de la potestat.

    - Capítol VII. Aliments d'origen familiar.

  - Títol IV. Les relacions convivencials d'ajuda mútua.
- LLIBRE TERCER. Persona jurídica
  - Títol I. Disposicions preliminars.
    - Capítol I. La personalitat jurídica i els seus atributs.
    - Capítol II. Actuació i representació de les persones jurídiques.
    - Capítol III. Règim comptable i documental.
    - Capítol IV. Modificacions estructurals i liquidació.
      - Secció primera. Fusió, escissió i transformació.
      - Secció segona. Liquidació.

    - Capítol V. Publicitat registral.

  - Títol II. De les associacions.
    - Capítol I. Naturalesa i constitució.
    - Capítol II. Organització i funcionament.
      - Secció primera. Òrgans de l'associació.
      - Secció segona. Assemblea general.
      - Secció tercera. Òrgan de govern.

    - Capítol III. Drets i deures dels associats.
    - Capítol IV. Modificacions estructurals i dissolució.

  - Títol III. De les fundacions.
    - Capítol I. Naturalesa i constitució.
    - Capítol II. Organització i funcionament.
    - Capítol III. Règim econòmic.
      - Secció primera. Patrimoni i activitats econòmiques de la fundació.
      - Secció segona. Comptes anuals.

    - Capítol IV. Fons especials.
    - Capítol V. Modificacions estructurals i dissolució.
    - Capítol VI. El protectorat.
- LLIBRE QUART. Successions.
  - Títol I. Disposicions generals.
  - Títol II. La successió testada.
    - Capítol I. Els testaments, els codicils i les memòries testamentaries.
      -         - Secció primera. Disposicions generals.
        - Secció segona. Els testaments notarials.
        - Secció tercera. El testament hològraf.
        - Secció quarta. Els codicils i les memòries.

    - Capítol II. Nul·litat i ineficàcia dels testaments i de les disposicions testamentàries.
    - Capítol III. La institució d'hereu.
      - Secció primera. Disposicions generals.
      - Secció segona. La institució d'hereu sota condició.

    - Capítol IV. Disposicions fidúciaries.
      - Secció primera. La designació d'hereu per fidúciari.
      - Secció segona. Els hereus i legataris de confiança.

    - Capitol V. Les substitucions hereditaries.
      - Secció primera. La substitució vulgar.
      - Secció segona. La substitució pupil·lar.
      - Secció tercera. La substitució exemplar.

    - Capítol VI. Els fideïcomisos.
      - Secció primera. Els fideïcomisos en general.
      - Secció segona. Interpretació dels fideïcomisos.
      - Secció tercera. Els efectes del fideïcomis mentre està pendent.
      - Secció quarta. Disposició dels béns fideïcomesos.
      - Secció cinquena. Els efectes del fideïcomís en el moment de la delació.
      - Secció sisena. El fideïcomís de residu i la substitució preventiva de residu.

    - Capítol VII. Els llegats.
      - Secció primera. Els llegats i llurs efectes.
      - Secció segona. Les classes de llegats.
      - Secció tercera. La ineficàcia dels llegats.

    - Capítol VIII. Les disposicions modals.
    - Capítol IX. Els marmessors.

  - Títol III. La successió contractual i la successió per causa de mort.
    - Capítol I. Els pactes successoris.
      - Secció primera Disposicions generals.
      - Secció segona Els heretaments.

    - Capítol II. Les donacions per causa de mort.

  - Títol IV. La successió intestada.
    - Capítol I. Disposicions generals.
    - Capítol II. L'ordre de succeir.
    - Capítol III. La successió en cas d'adopció.
    - Capítol IV. La successió de l'impúber.

  - Títol V. Altres atribucions successòries determinades per la llei.
    - Capítol I. La llegítima.
    - Capítol II. La quarta vidual.

  - Títol VI. L'adquisició de l'herència.
    - Capítol I. L'acceptació i repudiació de l'herència.
    - Capítol II. El dret d'acréixer.
    - Capítol III. La comunitat hereditària.
    - Capítol IV. La partició i la col·lació.
    - Capítol V. La protecció del dret hereditari.
- LLIBRE CINQUÈ. Drets reals.
  - Títol I. Dels béns.
  - Títol II. De la possessió.
    - Capítol I. Adquisició i extinció.
    - Capítol II. Efectes.

  - Títol III. De l'adquisició, la transmissió i extinció del dret real.
    - Capítol I. Adquisició.
      - Secció primera. Disposició general.
      - Secció segona. Tradició.
      - Secció tercera. Donació.
      - Secció quarta. Usucapió.

  - Títol IV. Del dret de propietat.
    - Capítol I. Disposicions generals.
    - Capítol II. Títols d'adquisició exclusius del dret de propietat.
    - Capítol III. Abandonament.
    - Capítol IV. Protecció del dret de propietat.
    - Capítol V. Restriccions al dret de propietat.
    - Capítol VI. Relacions de veïnatge.

  - Títol V. De les situacions de comunitat.
    - Capítol I. Disposicions generals.
    - Capítol II. Comunitat ordinària indivisa.
    - Capítol III. Règim jurídic de la propietat horitzontal.
    - Capítol IV. Comunitat especial per torns.
    - Capítol V. Comunitat especial per raó de la mitgeria.

  - Títol VI. Dels drets reals limitats.
    - Capítol I. El dret d'usdefruit.
      - Secció primera. Constitució i règim de l'usdefruit.
      - Secció segona. Extinció, liquidació i accions en defensa de l'usdefruit.
      - Secció tercera. Usdefruit amb facultat de disposició.
      - Secció quarta. Usdefruit de boscos i de plantes.
      - Secció cinquena. Usdefruit de diners i de participacions en fons d'inversions i en altres instruments d'inversió col·lectiva.

    - Capítol II. El dret d'ús i el dret d'habitació
    - Capítol III. Els drets d'aprofitament parcial.
    - Capítol IV. El dret de superfície.
    - Capítol V. El dret de cens.
    - Capítol VI. Les servituds.
    - Capítol VII. Els drets d'adquisició.
    - Capítol IX. Els drets reals de garantia.
      - Secció primera. Disposicions generals.
      - Secció segona. Garanties possessòries.
      - Secció tercera. Dret d'hipoteca.
- LLIBRE SISÈ. Les obligacions i els contractes
  - Títol II. Tipus contractuals
    - Capítol I. Contractes amb finalitat transmissora
      - Secció primera. Contracte de compravenda
        - Subsecció primera. Disposicions generals
        - Subsecció segona. Obligacions del venedor
        - Subsecció tercera. Conformitat del bé al contracte
        - Subsecció quarta. Obligacions del comprador
        - Subsecció cinquena. Remeis del comprador i del venedor
        - Subsecció sisena. Avantatge injust i lesió en més de la meitat
        - Subsecció setena. Especialitats de la compravenda d'immobles
        - Subsecció vuitena. Compravenda a carta de gràcia

      - Secció segona. Permuta
      - Secció tercera. Cessió de finca o d'aprofitament urbanístic a canvi de construcció futura

    - Capítol II. Contractes sobre activitat aliena
      - Secció segona. El mandat
        - Subsecció primera. El contracte
        - Subsecció segona. Contingut
        - Subsecció tercera. Extinció

      - Secció tercera. Gestió d'afers aliens sense mandat

    - Capítol III. Contractes sobre objecte aliè
      - Secció primera. Els contractes de conreu
        - Subsecció primera. Disposicions generals
        - Subsecció segona. Arrendament rústic
        - Subsecció tercera. Parceria i masoveria

      - Secció segona. Custòdia del territori
      - Secció tercera. Arrendament per a pastures

    - Capítol IV. Contractes aleatoris
      - Secció primera. El violari
      - Secció segona. Contracte d'aliments

    - Capítol V. Contractes de cooperació
      - Secció primera. La cooperació en l'explotació ramadera
        - Subsecció primera. Contracte d'integració
        - Subsecció segona. Parts contractants

    - Capítol VI. Contractes de finançament i de garantia
      - Secció primera. El censal